# Amblyopone
Amblyopone é um gênero de insetos, pertencente à família Formicidae.

## Espécies
- Amblyopone aberrans
- Amblyopone agostii
- Amblyopone amblyops
- Amblyopone annae
- Amblyopone armigera
- Amblyopone australis
- Amblyopone bellii
- Amblyopone besucheti
- Amblyopone bierigi
- Amblyopone bruni
- Amblyopone celata
- Amblyopone cephalotes
- Amblyopone chilensis
- Amblyopone clarki
- Amblyopone cleae
- Amblyopone crenata
- Amblyopone degenerata
- Amblyopone denticulata
- Amblyopone egregia
- Amblyopone elongata
- Amblyopone emeryi
- Amblyopone exigua
- Amblyopone falcata
- Amblyopone feae
- Amblyopone ferruginea
- Amblyopone fulvida
- Amblyopone gaetulica
- Amblyopone gingivalis
- Amblyopone glauerti
- Amblyopone gnoma
- Amblyopone gracilis
- Amblyopone hackeri
- Amblyopone impressifrons
- Amblyopone leae
- Amblyopone longidens
- Amblyopone lucida
- Amblyopone lurilabes
- Amblyopone luzonica
- Amblyopone mercovichi
- Amblyopone michaelseni
- Amblyopone minuta
- Amblyopone monrosi
- Amblyopone mutica
- Amblyopone mystriops
- Amblyopone noonadan
- Amblyopone normandi
- Amblyopone ophthalmica
- Amblyopone oregonensis
- Amblyopone orizabana
- Amblyopone pallipes
- Amblyopone papuana
- Amblyopone pertinax
- Amblyopone pluto
- Amblyopone punctulata
- Amblyopone quadrata
- Amblyopone reclinata
- Amblyopone rothneyi
- Amblyopone rubiginoa
- Amblyopone sakaii
- Amblyopone santschii
- Amblyopone saundersi
- Amblyopone silvestrii
- Amblyopone smithi
- Amblyopone trigonignatha
- Amblyopone wilsoni
- Amblyopone zwaluwenburgi